# あなただけ今晩は (テレビドラマ)
『あなただけ今晩は』（あなただけこんばんは）は、1975年7月26日から9月27日までフジテレビ系列の土曜夜9時（土曜劇場）枠で放映された倉本聰の脚本によるテレビドラマ。全10回。

## 作品内容
病のために急死した夕子は、有効期限49日の天国行き切符を手に三途の川まで来たが、先輩幽霊の秋子に拒否され、天国行きを一時断念。そして四十九日を前に、現世の夫・六助との再会を試みるが、秋子の入れ知恵でいたずらはエスカレートする一方。夕子たちが日ごと夜ごとに現世を浮遊するため、六助の周りにはオカルト現象が多発する…。そんな六助たちの行動を夕子たちがあの世から見たりする様子などをコメディー調に描いたドラマ。

## キャスト
- 三上夕子：若尾文子
- 田辺幸子：仁科明子 - 六助の部下のOL
- 三上一平：中条静夫 - 六助の兄
- 三上良子：中村たつ - 一平の妻
- 前田信明：前田吟 - 六助の親友
- 河原崎国太郎
- 茂吉：瀬川菊之丞
- 部長（六助の上司）：庄司永建
- 畠山麦
- トンコ：今井和子 - 良子の友人
- 石立：大門正明 - 幸子の恋人
- 光夫：原保美 - 秋子の夫
- りつ：宝生あやこ - 夕子の母
- 秋子：岸田今日子
- 三上六助：藤田まこと

### ゲスト
- 雪子：村瀬幸子（第2話）
- 三郎：荒谷公之（第2話）
- 紅景子（第3話）
- 福田豊土（第4話）
- 誠：北浦昭義（第5話）
- 英子（誠の妻）：三浦真弓（第5話）
- 相沢治夫（第7話）
- 下之坊正道（第7話）
- 野口元夫（第8話）

## スタッフ
- プロデューサー：嶋田親一、中村敏夫
- 脚本：倉本聰
- 音楽：井上堯之
- 演出：大野木直之

## 類似作品
- ゴースト/ニューヨークの幻
  - ゴースト もう一度抱きしめたい - 上記の映画をアジアを舞台にしたリメイク作品。
- 君のためにできること
- 天国のKiss
- ドリーム☆アゲイン
- ゴースト 〜天国からのささやき

## 参考資料
- 毎日新聞、読売新聞、朝日新聞、北海道新聞、京都新聞　各縮刷版（1975年7月～9月）
- 週刊TVガイド（1975年7月～9月）
- テレビドラマデータベース

| フジテレビ系 土曜劇場                | フジテレビ系 土曜劇場                            | フジテレビ系 土曜劇場                                           |
| 前番組                               | 番組名                                           | 次番組                                                          |
| ------------------------------------ | ------------------------------------------------ | --------------------------------------------------------------- |
| 赤ちゃんがいっぱい                   | あなただけ今晩は （本作まで21:00 - 21:55の放送） | 赤福のれん （同作以降は21:00 - 21:54の放送）                    |
| フジテレビ 土曜21:54 - 21:55枠       |                                                  |                                                                 |
| 赤ちゃんがいっぱい （21:00 - 21:55） | あなただけ今晩は                                 | 渡辺文雄のくいしん坊!万才 （21:54 - 22:00） 【1分拡大して継続】 |